# Clytie brunnea
Clytie brunnea là một loài bướm đêm trong họ Erebidae.